# Fettsvansade springråttor
Fettsvansade springråttor (Pygeretmus) är ett släkte i familjen springråttor med två arter som förekommer i Kazakstan.
- Pygeretmus platyurus hittas i två skilda områden i västra respektive östra Kazakstan.
- Pygeretmus shitkovi lever i östra Kazakstan.

Kirgishästspringråttan räknas antingen till fettsvansade springråttor (till exempel av Wilson & Reeder) eller till ett eget släkte, Alactagulus (av Nowak).

## Beskrivning
Arterna påminner om ökenspringråttor (Jaculus) med tjock svans. Kroppslängden (huvud och bål) är för P. platyurus 7,5 till 9,5 cm och för P. shitkovi cirka 10 till 12 cm. Därtill kommer svansen som vanligen är något längre än övriga kroppen. Bakfötterna är hos P. platyurus 3,0 till 3,5 cm långa och hos P. shitkovi ungefär en halv centimeter längre. Pälsen är på ovansidan sandbrun och på buken vitaktig. I motsats till nära besläktade arter saknar de tofs vid svansens slut. När mycket fett är lagrat i svansen kan den ha en diameter av 12 mm. Bakfötterna har fem tår men de yttersta är förminskade.
Habitatet utgörs av öknar och halvöknar samt andra regioner med torr vegetation. Individerna är aktiva på natten och vistas på marken. De bygger bara enkla underjordiska bon som är upp till 20 cm långa och upp till 15 cm djupa. Från oktober till april, eller möjligen under lite kortare tid, ligger de i vinterdvala. Fettsvansade springråttor äter växtdelar, spindlar och insekter. Troligen föder honor bara en kull under sen vår med upp till sex ungar.
P. shitkovi listas av IUCN som nära hotad (NT).